# Bláhnúkur
Le Bláhnúkur, parfois orthographié Bláhnjúkur, toponyme islandais signifiant littéralement en français « le pic bleu », est un volcan culminant à 943 mètres d'altitude situé dans le Sud de l'Islande.

## Toponymie
Il doit son nom à sa coloration bleu-vert caractéristique. Ce nom lui a été donné par Pálmi Hannesson.

## Géologie
Ce volcan formé pendant l'ère glaciaire fait partie du système volcanique de Torfajökull. Il se compose essentiellement de résinite, une roche rhyolitique provenant d'éruptions sous-glaciaires, qui donne l'inhabituelle couleur bleu-gris. Les tufs verdâtres qui composent la montagne sont plus friables que la palagonite.

## Tourisme
La montagne se trouve au Landmannalaugar, une région connue pour ses tons multicolores. De son pic, on a une vue dégagée dans toutes les directions, notamment sur six glaciers à l'horizon.
Des sentiers de randonnée balisés conduisent au sommet, ainsi que dans la gorge Grænagil, qui se situe entre ses pentes et le champ de lave Laugahraun. Son ascension peut être faite au départ du trek de la Laugavegur.

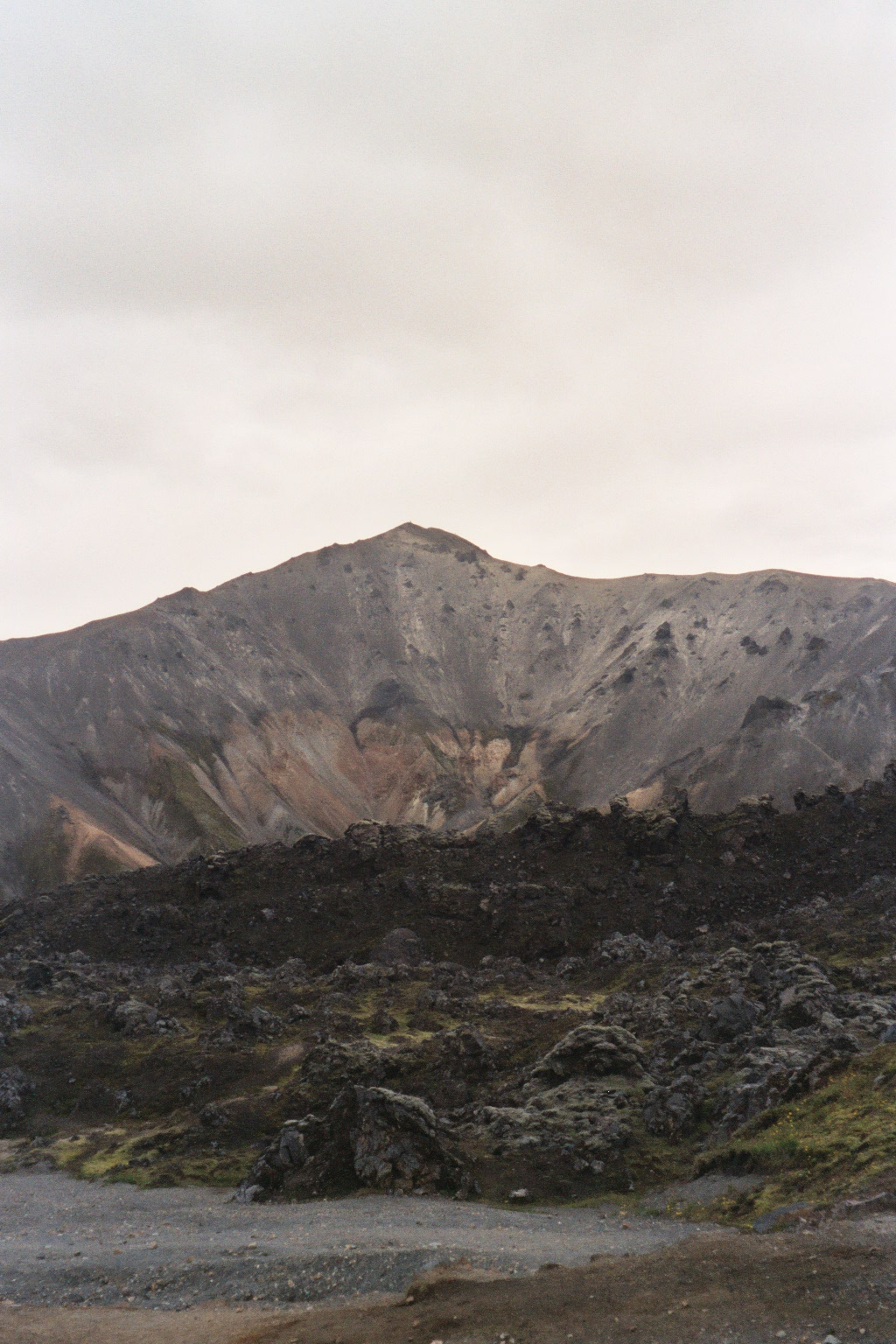
Face nord du Bláhnúkur, avec le Laugahraun au premier plan.
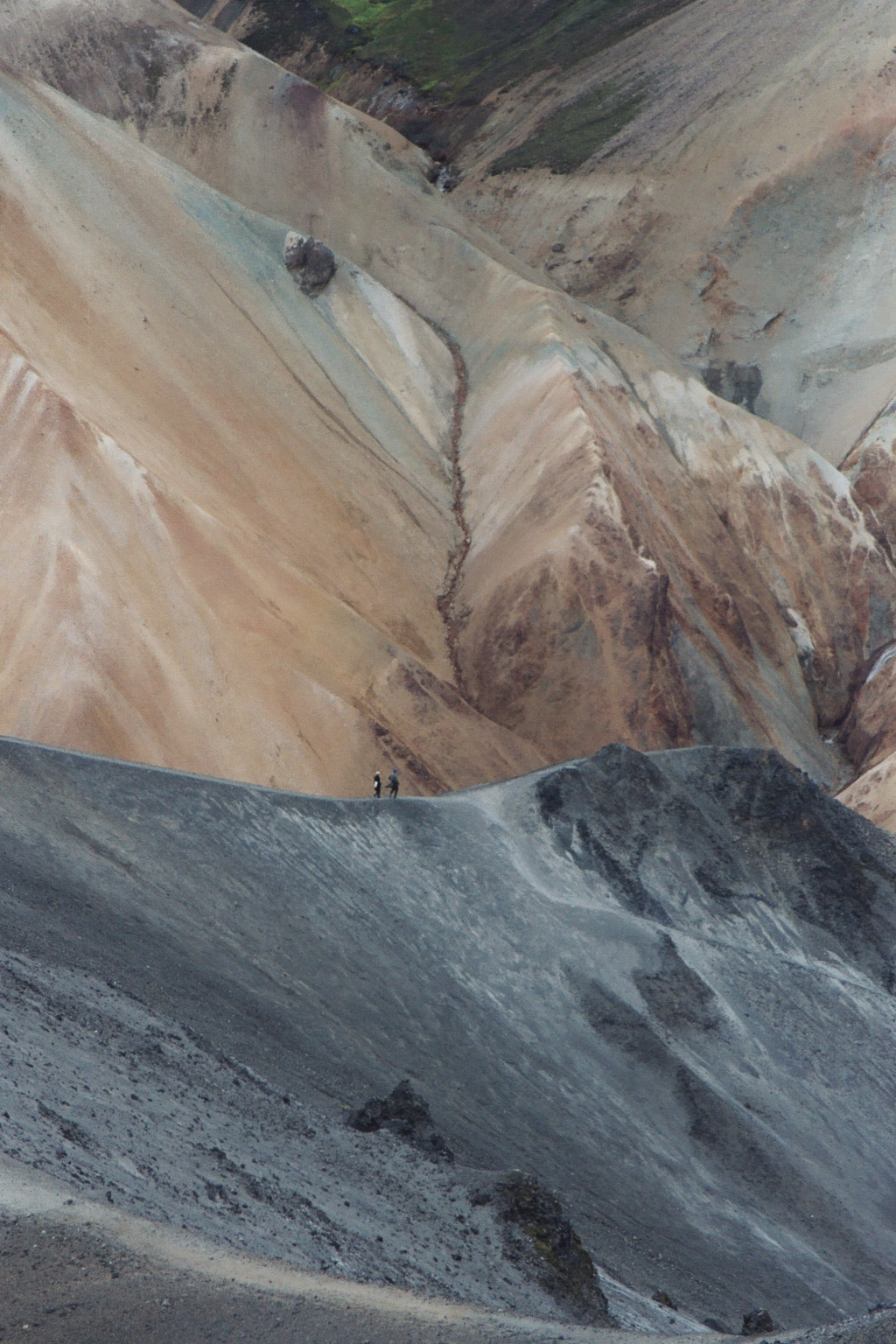
La couleur caractéristique des pentes du Bláhnúkur.
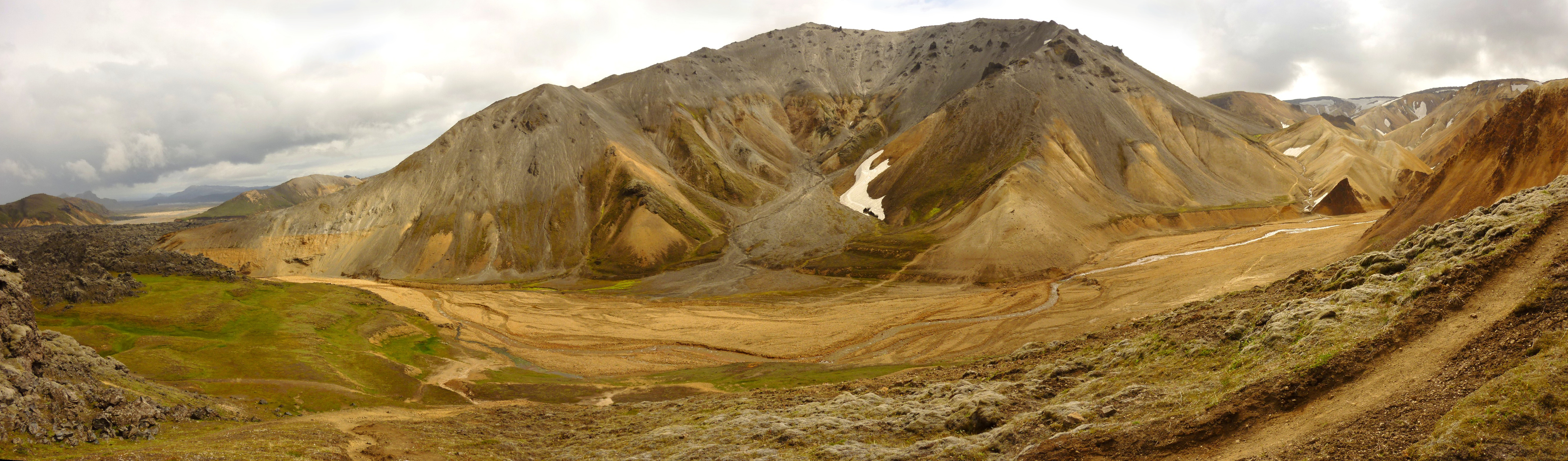
Face ouest du Bláhnúkur, dominant la vallée du Brennisteinsöldukvísl.